# Jean Enjalran
Pour les articles homonymes, voir Enjalran.
Jean Enjalran est né le 10 octobre 1639 à Rodez dans le département de l'Aveyron en France. Il est décédé le 18 février 1718 à Rodez. Ce jésuite a d'abord effectué ses études religieuses à Toulouse à partir de 1656. À la fin de son noviciat, il commence à enseigner dans le sud de la France puis étudie la théologie avant d'être ordonné prêtre.
Il arrive en Nouvelle-France en 1676 où il débarque à Québec en juillet. Il prend alors connaissance de la situation de la colonie et publie un rapport sur la situation en Nouvelle-France. Pendant cette première année à Québec, il apprend les langues algonquiennes. En 1677, il commence sa vie de missionnaire en se rendant dans la région des Grands Lacs. 

## Biographie

### Jeunesse, formation religieuse et arrivée en Nouvelle-France
Jean Enjalran est né le 10 octobre 1639 à Rodez dans l'actuel département de l'Aveyron. Il commence sa formation religieuse en 1656 au noviciat de Toulouse. Ses études terminées, il exerce des tâches d'enseignant dans le sud de la France, plus particulièrement à Cahors, Pamiers et Aurillac. Il poursuit ensuite sa formation par des études de théologie à Toulouse et Tournon-sur-Rhône. Après avoir été ordonné prêtre au sein de la Compagnie de Jésus, il continue à enseigner la philosophie à Toulouse entre 1673 et 1675 avant d'y être nommé préfet des études. 
Il s'embarque pour la Nouvelle-France en 1676 et arrive à Québec le 22 juillet de la même année. Durant sa première année en Amérique du Nord, il publie un rapport sur la situation de la  Nouvelle-France et étudie les langues algonquiennes à la mission de Sillery.

### Missions dans les Pays d'en Haut

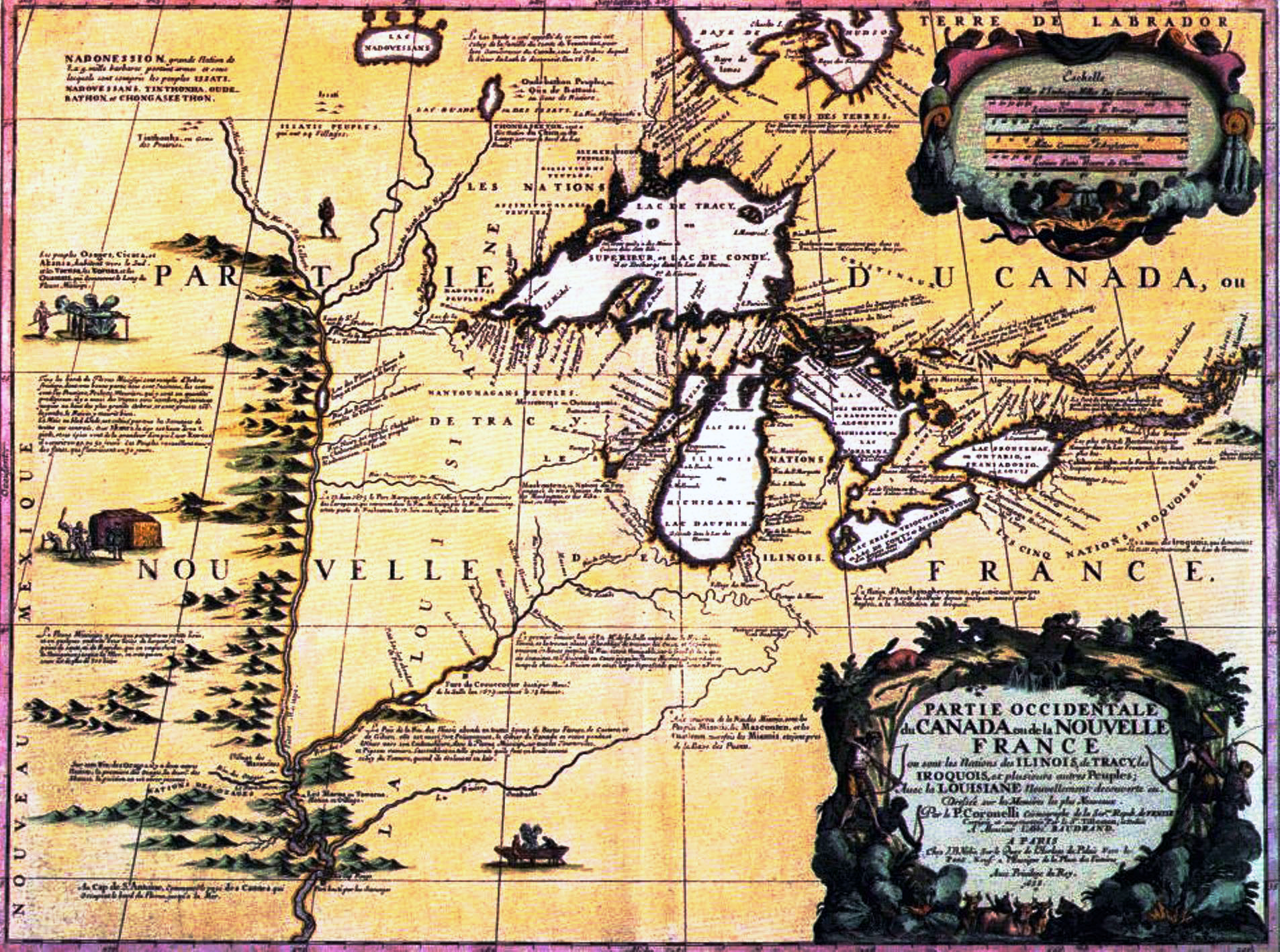
Carte des Pays d'en haut en Nouvelle-France par Vincenzo Coronelli en 1688.

En 1677, il effectue sa première expérience de missionnaire en se rendant dans les missions outaouaises des Grands Lacs où il réside principalement à la mission Saint-Ignace. Il se perfectionne alors dans les langues amérindiennes et devient un « expert » dans la langue outaouaise. Sa connaissance de la langue lui permet alors d'obtenir une « grande influence » auprès des Amérindiens d'origine outaouaise et huronne qui se sont installés à Saint-Ignace. En 1681, il succède au  père Henri Nouvel comme supérieur des missions outaouaises des Pays d'en Haut, tâche dans laquelle il est secondé par le père Pierre Bailloquet ; il réside alors principalement à la mission Saint-Ignace,.

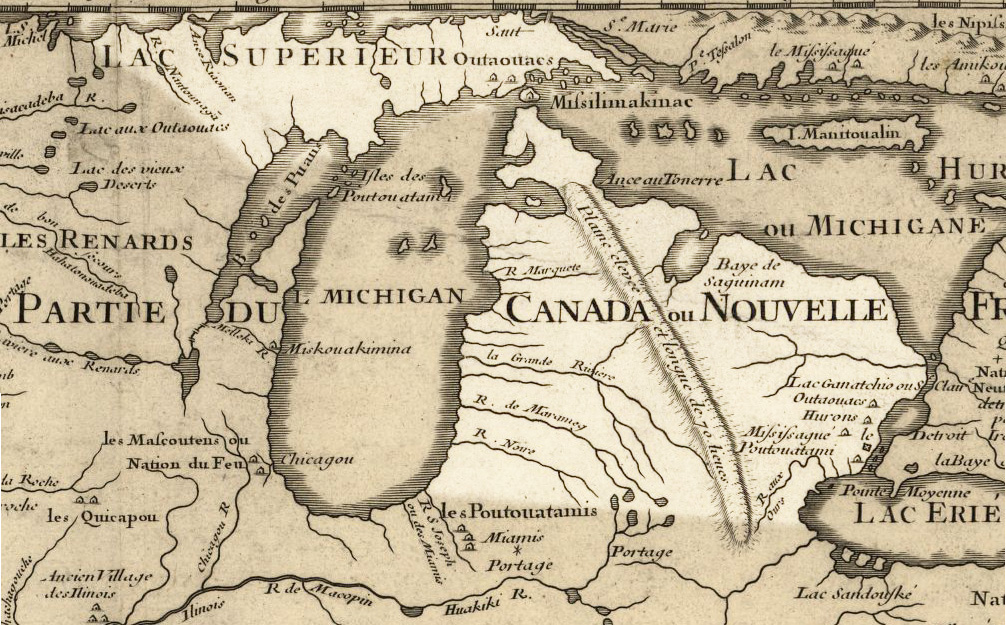
Carte du Michigan en Nouvelle-France par Guillaume Delisle en 1718.

C'est pendant la période où il est supérieur à Saint-Ignace, en 1683, que les dirigeants de la colonie décident de construire le fort Buade à la pointe nord du détroit de Mackinac pour protéger la mission. La direction du fort est confiée à Olivier Morel de La Durantaye. Le père Enjalran soutient alors les activités militaires de la Durantaye en convainquant les Hurons et les Outaouais de Saint-Ignace de se joindre à une expédition contre les Iroquois effectuée en 1684. Il en sera de même en 1687, lorsque le gouverneur de Brisay lance une nouvelle attaque contre les Iroquois, le père Enjalran réussissant de nouveau à convaincre les Amérindiens de Saint-Ignace de se joindre au Français. Il participe d'ailleurs à l'expédition en tant qu'aumônier et y subit de légères blessures lors des combats.
En 1688, il retourne en France et son nom ne figure plus sur les listes des jésuites des missions de Nouvelle-France. Cependant, il est certainement revenu en Amérique par la suite, quoique la date de ce retour est inconnue, car il est impliqué dans la controverse entre les jésuites et Antoine de Lamothe-Cadillac au sujet du transfert du fort Buade vers le nouvel établissement du fort Pontchartrain du Détroit et l'objectif de Cadillac d'attirer les Amérindiens de Saint-Ignace vers ce nouveau lieu.

## Postérité
Le toponyme québécois du canton Enjalran en Jamesie rappelle la mémoire du père Enjalran.